# Niklaus Purtschert
Niklaus Purtschert, auch Nikolaus Purtscher oder Butschert (* 3. Oktober 1750 in Pfaffnau; † 3. Februar 1815 in Luzern) war ein Schweizer Baumeister und Politiker. Bekannt geworden ist er durch mehrere Kirchenbauten in der Zentralschweiz.

## Biografie
Sein Vater Johann Jakob Purtschert stammte aus St. Gerold im Grossen Walsertal (Vorarlberg) und liess sich im luzernischen Pfaffnau nieder. Niklaus Purtschert erhielt seine Ausbildung zum Baumeister bei seinem Vater sowie in Paris. Nachdem er Hintersasse der Stadt Luzern geworden war, erhielt er 1776 als ersten Auftrag den Neubau der Pfarrkirche in Entlebuch zugesprochen.
Purtschert liess sich von dem in Luzern tätigen Tiroler Baumeister Jakob Singer inspirieren und entwickelte dessen spätbarocken Kirchentyp klassizistisch weiter. Im Laufe der Jahre kamen weitere Kirchen in Wollerau, Ruswil, Beckenried, Richenthal, Buochs, Schüpfheim und Wohlen hinzu. Zu den profanen Bauten Purtscherts gehören die Orangerie des Klosters St. Urban und das Rathaus von Altdorf.
Ab 1797 war Purtschert neben seiner Tätigkeit als Baumeister auch Steinwerkmeister der Stadt Luzern. 1803 erhielt er das Luzerner Bürgerrecht und wurde im selben Jahr in den Grossen Rat des Kantons Luzern gewählt, dem er bis zu seinem Tod angehörte.

## Bauten
- Pfarrkirche Entlebuch (1776–1781)
- Pfarrkirche Wollerau (1780–1785)
- Pfarrkirche Ruswil (1783–1792)
- Pfarrkirche Beckenried (1790–1807)
- Orangerie des Klosters St. Urban (1777–1780)
- Pfarrkirche Richenthal (1803–1807)
- Pfarrkirche Buochs (1802–1808)
- Pfarrkirche Reiden (1803–1807)[2]
- Pfarrkirche Schüpfheim (1804–1808)
- Pfarrkirche Wohlen (1804–1808)
- Rathaus Altdorf (1805–1806)[3]